# 그대를 사랑해
부드러운 사랑(Zärtliche Liebe), WoO 123, 또는 그대를 사랑해(Ich liebe dich)는 루트비히 판 베토벤이 1795년에 작곡한 후 1803년에 처음 출판한 연가(戀歌)이다. 베토벤이 이 곡을 썼을 때 그의 나이는 이십대 중반이었다. 이 곡은 때때로 가사 첫 줄의 "Ich liebe dich, so wie du mich"(그대를 사랑해, 그대가 날 좋아하듯)으로도 언급된다. 국내에서도 이 곡은 "그대를 사랑해"라는 제목으로 널리 알려져 있으며, 국내 고등학교 1학년 8종 음악 교과서에 모두 수록되어 있는 유일한 독일 예술가곡이다. 또한 이 작품의 첫 소절은 신승훈의 1991년 발표곡, "보이지 않는 사랑"의 도입부(성악가가 노래하는 부분)에 사용되었다.

## 연혁
작가 알렉산더 세이어는 베토벤이 이 곡을 작곡한 시기를 1797/98년으로 정했지만, 최근의 연구는 "그대를 사랑해"가 1795년에 작곡되었다는 것을 밝혀냈다. 1795년은 베토벤의 경력에 있어서 전환점이 되었는데, 귀족들에게 주목받기 시작했고 작품들도 점점 더 인기를 얻고 있었기 때문이다. 그는 빈에서 2년 동안 살았고, 하이든과 같은 작곡가와 함께 공부했다.
"그대를 사랑해"는 베토벤의 3번 교향곡의 출판 1년 전인 1803년에 빈에서 요한 트래그사에 의해 처음 출판되었다. 작별(La partenza), WoO 124과 함께 출판되었다.

## 가사
가사는 독일의 성직자이자 작가인 칼 프리드리히 빌헬름 헤로세의 "Zärtliche Liebe"(부드러운 사랑)라는 시로부터 발췌한 것이다. 이 시에서의 화자는 다른 사람에 대한 사랑을 표현하며, 그들의 사랑이 어떻게 그들의 슬픔과 위안을 나눌 수 있도록 하는지에 대해서 말한다.
Ich liebe dich, so wie du mich,

Am Abend und am Morgen,

Noch war kein Tag, wo du und ich

Nicht teilten unsre Sorgen.

Auch waren sie für dich und mich

Geteilt leicht zu ertragen;

Du tröstetest im Kummer mich,

Ich weint' in deine Klagen.

Drum Gottes Segen über dir,

Du, meines Lebens Freude.

Gott schütze dich, erhalt' dich mir,

Schütz und erhalt' uns beide.
사랑이여 우리들은

아침에도 저녁에도

서로서로 근심 걱정

나누며 살아왔네

근심걱정 나눌진대

그 무엇이 두려워

나의 걱정을 그대가 그대가 근심하면

내 사랑 그대여

하느님의 크신 은총 그대에게 내리시라

그대는 나의 생명 나의 온갖 즐거움

그대는 나의 생명 나의 온갖 즐거움

그대는 나의 생명 영원한 내사랑